# Simulium janzi
Simulium janzi är en tvåvingeart som beskrevs av Abreu 1961. Simulium janzi ingår i släktet Simulium och familjen knott.
Artens utbredningsområde är Angola. Inga underarter finns listade i Catalogue of Life.